# Противопожарная защита
Противопожа́рная защи́та — совокупность конструктивных средств для предотвращения воздействия на людей ОФП и ограничения материальных потерь от пожаров. Противопожарная защита делится на связанную с действиями людей; выполняющую свои функции от командного импульса автоматических установок системы обнаружения пожара и пассивную.

## Профилактические методы
Для защиты от огня применяются специальные жидкости, которыми пропитываются дерево и ткани, жаростойкие краски, штукатурки и др. Действие огнезащитных составов основано на изоляции защищаемого объекта от воздействия высокой температуры. Обычно такие меры не предотвращают возгорание в условиях пожара, но повышают стойкость защищённых материалов перед огнём. Даже использование стальных несущих конструкций не исключает их повреждения огнём в условиях длительного воздействия высоких температур.
Электропроводку во избежание возникновения короткого замыкания, которое может привести к пожару — изолируют. Провода и кабели необходимо прокладывать только по негорючим основаниям. Устанавливают УЗО и автоматические предохранители. Тепло-изолируют газовую и электрическую плиту от деревянной мебели. Изолируют от влаги розетки, расположенные в санузлах и на внешних стенах. Для тушения окурков используют пепельницы, а свечи зажигают в подсвечниках.

## Активные методы защиты

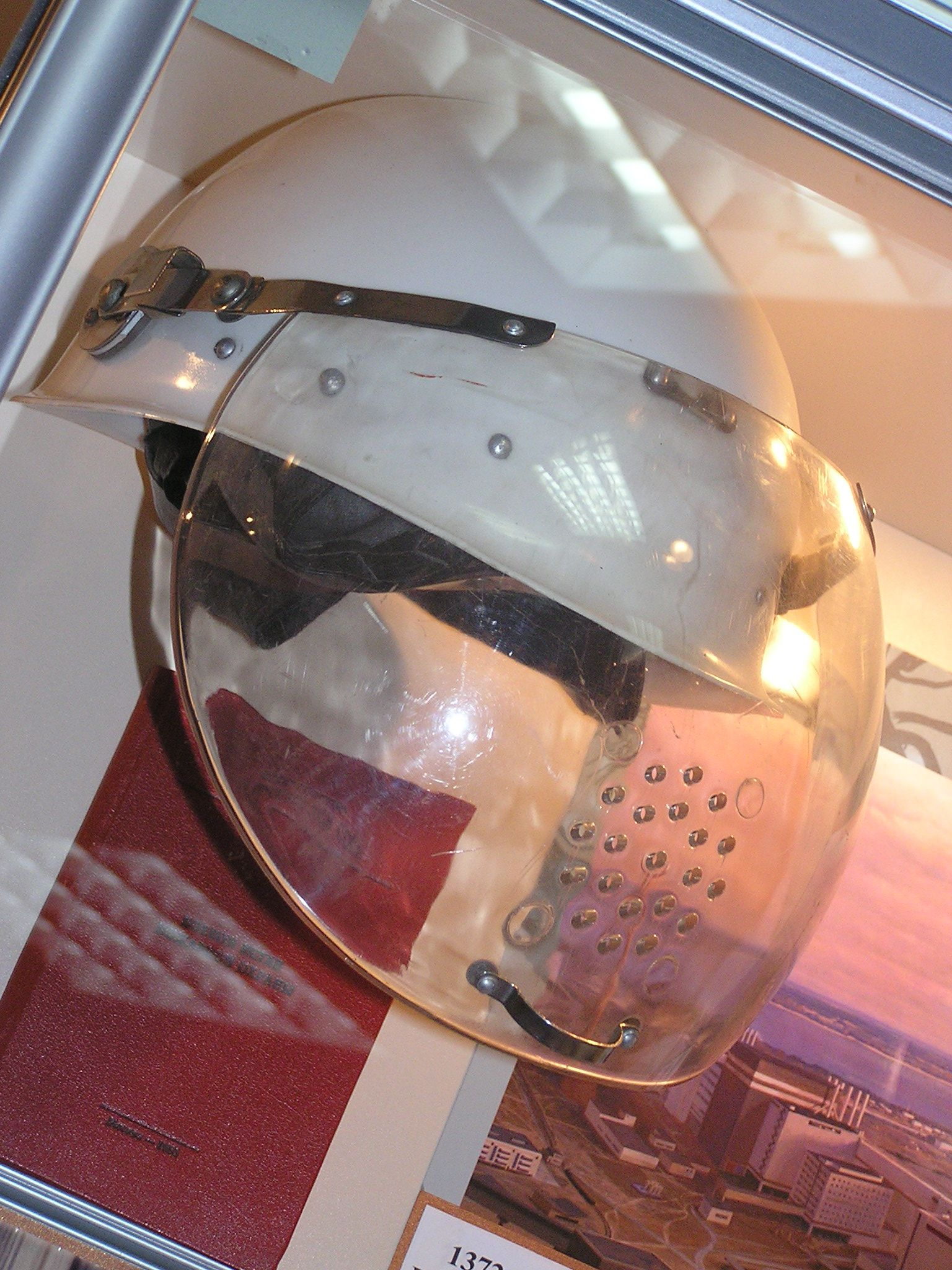
Средства индивидуальной защиты пожарных

Для оперативного реагирования создаются мобильные бригады пожарной охраны. Защита непосредственно от пожара делится на защиту человека от высокой температуры, и, что зачастую более опасно — опасных факторов пожара, одним из которых является монооксид углерода. Используют термо-изолирующую одежду БОП (боевую одежду пожарного), изолирующие противогазы и аппараты на сжатом воздухе, фильтрующие воздух капюшоны по типу противогазов.
Важнейшим средством защиты человека от опасных факторов пожара являются архитектурно-планировочные решения зданий. Пути эвакуации должны быть освещены через проёмы в наружных ограждающих конструкциях. Остекление в этих проёмах должно быть выполнено из легкосбрасываемых материалов. На лестницах, не имеющих естественного освещения, должен быть обеспечен подпор воздуха в лестничную клетку. В случае длинных коридоров без естественного освещения необходимо организовывать дымоудаление с путей эвакуации. Системы дымоудаления и подпора воздуха должны запускаться системой пожарной сигнализации.
Активная борьба пожаротушением производится огнетушителями различного наполнения, песком и другими негорючими материалами, мешающими огню распространяться и гореть. В случае, если здание оборудовано автоматической установкой пожаротушения, необходимо использовать её для тушения пожара.
Также иногда огонь сбивают ударной волной. Этот метод применяется для тушения лесных пожаров. Спутный поток ударной волны изменяет направление распространения пожара.
Для само-эвакуации людей из горящих зданий применяется лебёдка, закреплённая с внешней стороны окна, по которой, проживающие на высоких этажах, люди могут спуститься на землю. Для защиты ценных вещей и документов от огня применяются несгораемые сейфы.
К данным методам обеспечения огнезащиты относятся:
- Пожарный рукав

## Пассивные методы обеспечения огнезащиты
В последнее время на предприятиях, производственных и промышленных объектах стали активно использоваться меры обеспечения пассивной пожарной безопасности. Данные меры реализуются без участия человека и устраняют причину возгорания за максимально быстрые сроки. К данным методам обеспечения огнезащиты относятся:
- огнезащита кабелей и кабельных линий;
- огнезащита металлоконструкций;
- огнезащита деревянных конструкций;
- противопожарные пластины;
- противопожарные шнуры (пирокорд);
- противопожарные двери;
- противопожарные окна;
- противопожарные пороги;
- противопожарные муфты;
- противопожарная преграда — противопожарный занавес, брандмауэр, тамбур и др.;
- противопожарные разрывы.

Подобные меры пассивной пожарной безопасности могут быть применены в любом помещении. Средства огнезащиты различаются по своему составу, они классифицируются на:
- огнезащитные материалы;
- огнезащитные составы;
- огнезащитные покрытия.